# Doras punctatus
Doras punctatus är en fiskart som beskrevs av Kner, 1853. Doras punctatus ingår i släktet Doras och familjen Doradidae. Inga underarter finns listade i Catalogue of Life.